# Scarface (Rapper)

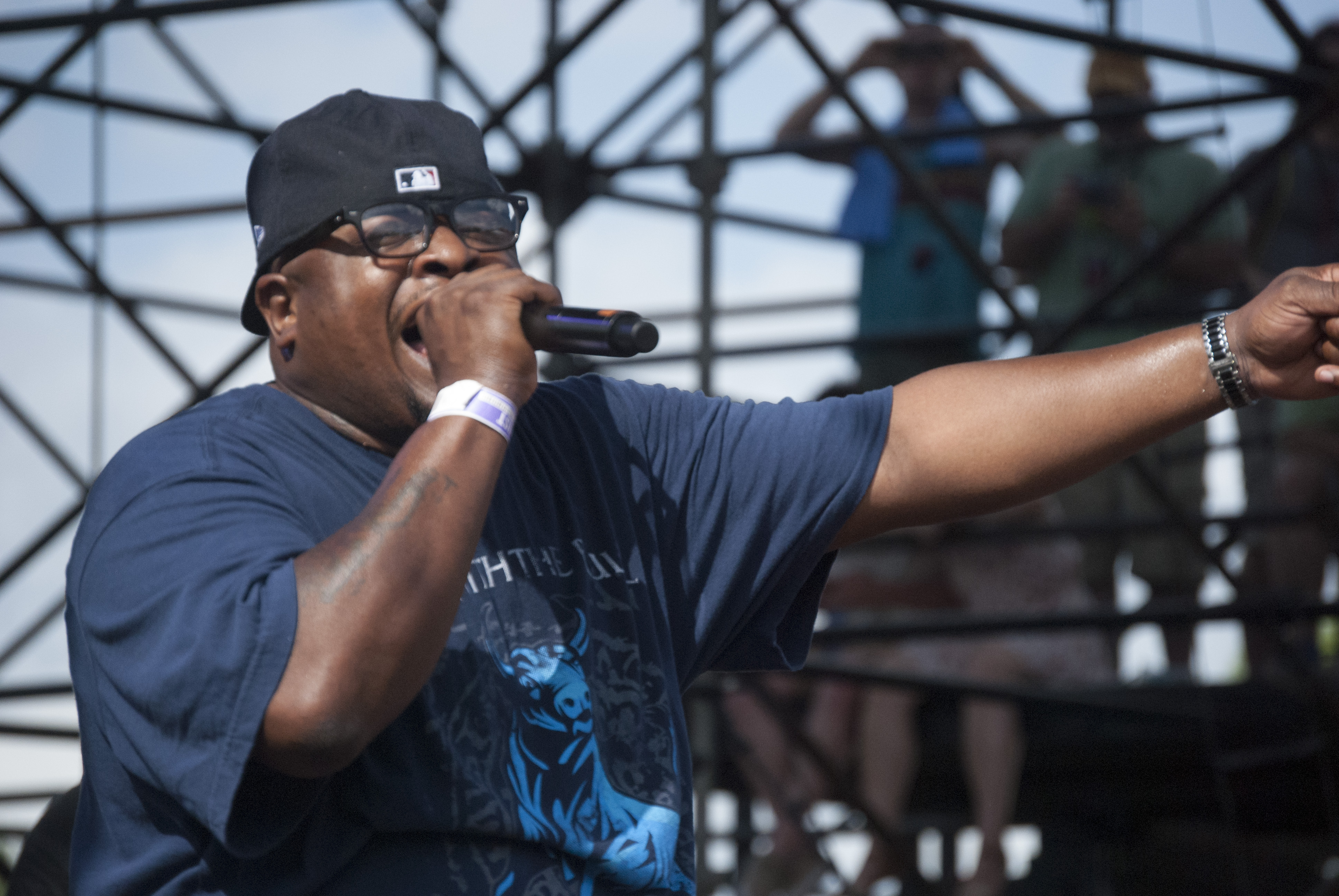
Scarface (2013)

Scarface (* 9. November 1970; bürgerlich Bradley Jordan) ist ein US-amerikanischer Rapper aus dem South-Acres-Viertel in Houston, Texas. Er wurde bekannt als Mitglied der Formation Geto Boys.

## Karriere
Bradley Jordan begann seine Rap-Karriere Mitte der 1980er. Im Alter von 18 Jahren veröffentlichte er 1988 als D.J. Akshen seine erste Single mit dem Titel „Big Time / I’m DJ Akshen My Man“, bei H-Town Records. Labelchef James Smith hörte davon und war sofort begeistert. Er nahm ihn unter seine Fittiche. 1989 stieg Akshen gemeinsam mit Willie D bei den Geto Boys ein.
Nachdem Jordan 1991 sein Soloalbum „Mr. Scarface Is Back“ veröffentlicht hatte und es ein großer Erfolg wurde, verließ er die Geto Boys und konzentrierte sich auf seine Solokarriere. Er wählte Scarface als Künstlernamen, in Anlehnung an die Hauptfigur des gleichnamigen Films. Er konnte viele weitere Erfolge verbuchen und arbeitete mit Künstlern wie Master P, Bun B, Jadakiss, Faith Evans, Chamillionaire, Jay-Z, 2Pac, Nas, Ice Cube, Dr. Dre, Too Short, Beanie Sigel, Young Jeezy, G-Unit, Raekwon und Gang Starr zusammen. Die beiden Alben „The Diary“ und „The Fix“ wurden von The Source jeweils mit 5 Mics ausgezeichnet. 2007 veröffentlichte er sein Album mit dem Titel „Made“. Am 2. Dezember 2008 erschien ein weiteres offizielles Studioalbum mit dem Titel „Emeritus“. Am 21. April 2015 veröffentlichte Scarface zusammen mit Benjamin Meadows-Ingram seine Autobiographie Diary Of A Madman.

## Diskografie

### Soloalben
| Jahr | Titel                     | Höchstplatzierung, Gesamtwochen, AuszeichnungChartsChartplatzierungen (Jahr, Titel, Platzierungen, Wochen, Auszeichnungen, Anmerkungen) | Anmerkungen                                                  |
| Jahr | Titel                     | US | Anmerkungen                                                  |
| ---- | ------------------------- | --- | ------------------------------------------------------------ |
| 1991 | Mr. Scarface Is Back      | US51 Gold · (27 Wo.)US | Erstveröffentlichung: 3. Oktober 1991 Verkäufe: + 500.000    |
| 1993 | The World Is Yours        | US7 Gold · (16 Wo.)US | Erstveröffentlichung: 17. August 1993 Verkäufe: + 500.000    |
| 1994 | The Diary                 | US2 Platin · (32 Wo.)US | Erstveröffentlichung: 18. Oktober 1994 Verkäufe: + 1.000.000 |
| 1997 | The Untouchable           | US1 Platin · (25 Wo.)US | Erstveröffentlichung: 11. März 1997 Verkäufe: + 1.000.000    |
| 1998 | My Homies                 | US4 Platin · (17 Wo.)US | Erstveröffentlichung: 3. März 1998 Verkäufe: + 1.000.000     |
| 2000 | The Last of a Dying Breed | US7 Gold · (19 Wo.)US | Erstveröffentlichung: 3. Oktober 2000 Verkäufe: + 500.000    |
| 2002 | The Fix                   | US4 (14 Wo.)US | Erstveröffentlichung: 6. August 2002                         |
| 2006 | My Homies Part 2          | US12 (6 Wo.)US | Erstveröffentlichung: 7. März 2006                           |
| 2007 | Made                      | US17 (13 Wo.)US | Erstveröffentlichung: 4. Dezember 2007                       |
| 2008 | Emeritus                  | US24 (10 Wo.)US | Erstveröffentlichung: 2. Dezember 2008                       |
| 2015 | Deeply Rooted             | US11 (6 Wo.)US | Erstveröffentlichung: 4. September 2015                      |

### Kollaboalben
| Jahr | Titel     | Höchstplatzierung, Gesamtwochen, AuszeichnungChartsChartplatzierungen (Jahr, Titel, Platzierungen, Wochen, Auszeichnungen, Anmerkungen) | Anmerkungen                                                                            |
| Jahr | Titel     | US | Anmerkungen                                                                            |
| ---- | --------- | --- | -------------------------------------------------------------------------------------- |
| 2006 | One Hunid | US78 (3 Wo.)US | Erstveröffentlichung: 21. Februar 2006 mit Willie Hen und Young Malice als The Product |

### Kompilationen
| Jahr | Titel                | Höchstplatzierung, Gesamtwochen, AuszeichnungChartsChartplatzierungen (Jahr, Titel, Platzierungen, Wochen, Auszeichnungen, Anmerkungen) | Anmerkungen                            |
| Jahr | Titel                | US | Anmerkungen                            |
| ---- | -------------------- | --- | -------------------------------------- |
| 2002 | Greatest Hits        | US40 (5 Wo.)US | Erstveröffentlichung: 22. Oktober 2002 |
| 2003 | Balls and My Word    | US20 (8 Wo.)US | Erstveröffentlichung: 8. April 2003    |
| 2008 | The Best of Scarface | US121 (2 Wo.)US | Erstveröffentlichung: 22. April 2008   |

### Mixtapes
- 2010: Dopeman Music

### Singles
| Jahr | Titel Album                     | Höchstplatzierung, Gesamtwochen, AuszeichnungChartplatzierungen (Jahr, Titel, Album, Platzierungen, Wochen, Auszeichnungen, Anmerkungen) | Höchstplatzierung, Gesamtwochen, AuszeichnungChartplatzierungen (Jahr, Titel, Album, Platzierungen, Wochen, Auszeichnungen, Anmerkungen) | Anmerkungen                                 |
| Jahr | Titel Album                     | UK | US | Anmerkungen                                 |
| ---- | ------------------------------- | --- | --- | ------------------------------------------- |
| 1993 | Let Me Roll The World Is Yours  | — | US87 (4 Wo.)US |                                             |
| 1994 | Hand of the Dead Body The Diary | UK41 (2 Wo.)UK | US74 (7 Wo.)US | feat. Ice Cube und Devin the Dude           |
| 1994 | I Seen a Man Die The Diary      | UK55 (2 Wo.)UK | US37 (17 Wo.)US |                                             |
| 1997 | Smile The Untouchable           | — | US12 Gold · (19 Wo.)US | feat. 2Pac und Johnny P Verkäufe: + 500.000 |
| 1997 | Game Over The Untouchable       | UK34 (2 Wo.)UK | — | feat. Dr. Dre, Ice Cube und Too $hort       |
| 2002 | Guess Who’s Back The Fix        | — | US79 (8 Wo.)US | feat. Jay-Z und Beanie Sigel                |

Weitere Singles
- 1991: Mr. Scarface
- 1991: A Minute to Pray and a Second to Die
- 1993: Now I Feel Ya
- 1995: Among the Walking Dead (feat. Facemob)
- 1997: Mary Jane
- 1998: Homies & Thuggs (feat. Master P und 2Pac)
- 1998: Sex Faces (feat. Too $hort, Tela und Devin the Dude)
- 2000: It Ain’t, Pt. 2
- 2002: My Block
- 2007: Girl You Know (feat. Trey Songz)
- 2008: High Powered
- 2014: No Problem
- 2014: Exit Plan

## Auszeichnungen für Musikverkäufe
Anmerkung: Auszeichnungen in Ländern aus den Charttabellen bzw. Chartboxen sind in ebendiesen zu finden.
| Land/RegionAuszeichnungen für Musikverkäufe (Land/Region, Auszeichnungen, Verkäufe, Quellen) | Gold     | Platin     | Verkäufe  | Quellen  |
| -------------------------------------------------------------------------------------------- | -------- | ---------- | --------- | -------- |
| Vereinigte Staaten (RIAA)                                                                    | 4× Gold4 | 3× Platin3 | 5.000.000 | riaa.com |
| Insgesamt                                                                                    | 4× Gold4 | 3× Platin3 |           |          |